# Liga Siatkówki Kobiet (2006/2007)
Liga Siatkówki Kobiet 2006/2007 – organizowane przez Profesjonalną Ligę Piłki Siatkowej SA (PLPS SA) zmagania najwyższej w hierarchii klasy żeńskich ligowych rozgrywek siatkarskich w Polsce, będących jednocześnie najwyższym szczeblem centralnym (I poziom ligowy). Toczone systemem kołowym z fazą play-off i play-out na zakończenie sezonu i przeznaczone dla 10 najlepszych polskich klubów piłki siatkowej. 71. edycja rozgrywek o tytuł Mistrzyń Polski, po raz 2. prowadzona w formie ligi zawodowej.

## System rozgrywek
- Etap I – dwurundowa faza zasadnicza, przeprowadzona w formule ligowej, systemem kołowym (tj. „każdy z każdym – mecz i rewanż”);
- Etap II – faza play-off (3 rundy).

## Drużyny uczestniczące
| \| \| Uczestnicy poprzedniej edycji \| \| \| \| --------------------------------------------------------------------------------------------------------------------------------------------------------------------------------- \| ----------------------------- \| ---- \| --- \| \| MUS \| Muszynianka Fakro Muszyna \| 1 \| LM \| \| PIŁ \| PTPS Farmutil Piła \| 2 \| CEV \| \| KAL \| Winiary Kalisz \| 3 \| LM \| \| BYD \| Centrostal Bydgoszcz \| 4 \| \| \| BIE \| BKS Aluprof Bielsko-Biała \| 5 \| TT \| \| WRO \| Gwardia Wrocław \| 6 \| \| \| MIE \| Stal Mielec \| 8 \| \| \| POZ \| Swarzędz Meble AZS AWF Poznań \| 9 \| \| \| \| Awans z I ligi \| \| \| \| GDA \| Energa Gedania Gdańsk \| 1 \| \| \| \| Awans z II ligi \| \| \| \| BIA \| Pronar AZS Białystok \| 1[1] \| \| \| Oznaczenia: - kolumna pierwsza – skróty nazw drużyn wpisane na mapie (jeśli ta została zamieszczona), - kolumna trzecia – miejsce zajęte przez daną drużynę w poprzednim sezonie. \| \| \| \| | BIEPOZKALMIEBYDPIŁWROBIAMUSGDA Lokalizacja klubów |   |     |
| | Uczestnicy poprzedniej edycji                     |   |     |
| MUS | Muszynianka Fakro Muszyna                         | 1 | LM  |
| PIŁ | PTPS Farmutil Piła                                | 2 | CEV |
| KAL | Winiary Kalisz                                    | 3 | LM  |
| BYD | Centrostal Bydgoszcz                              | 4 |     |
| BIE | BKS Aluprof Bielsko-Biała                         | 5 | TT  |
| WRO | Gwardia Wrocław                                   | 6 |     |
| MIE | Stal Mielec                                       | 8 |     |
| POZ | Swarzędz Meble AZS AWF Poznań                     | 9 |     |
| | Awans z I ligi                                    |   |     |
| GDA | Energa Gedania Gdańsk                             | 1 |     |
| | Awans z II ligi                                   |   |     |
| BIA | Pronar AZS Białystok                              | 1 |     |
| Oznaczenia: - kolumna pierwsza – skróty nazw drużyn wpisane na mapie (jeśli ta została zamieszczona), - kolumna trzecia – miejsce zajęte przez daną drużynę w poprzednim sezonie. |                                                   |   |     |

## Rozgrywki

### Faza zasadnicza

#### Tabela wyników
| Gospodarz \ Gość1         | KAL | PIŁ | BYD | BIE | MUS | GDA | POZ | MIE | BIA | WRO |
| ------------------------- | --- | --- | --- | --- | --- | --- | --- | --- | --- | --- |
| Winiary Kalisz            | -   | 3:2 | 3:1 | 3:0 | 3:1 | 3:1 | 3:1 | 3:1 | 3:0 | 3:0 |
| PTPS Farmutil Piła        | 0:3 | -   | 3:1 | 3:1 | 3:2 | 3:0 | 3:1 | 3:0 | 3:0 | 3:0 |
| Centrostal Bydgoszcz      | 0:3 | 1:3 | -   | 3:2 | 3:0 | 3:0 | 3:0 | 3:0 | 3:1 | 3:0 |
| BKS Aluprof Bielsko-Biała | 1:3 | 3:2 | 3:1 | -   | 2:3 | 3:0 | 3:0 | 3:0 | 3:0 | 3:1 |
| Muszynianka Muszyna       | 2:3 | 1:3 | 1:3 | 3:2 | -   | 3:0 | 2:3 | 3:0 | 3:1 | 3:2 |
| Energa Gedania Gdańsk     | 3:2 | 0:3 | 0:3 | 0:3 | 1:3 | -   | 1:3 | 3:0 | 3:0 | 3:1 |
| AZS AWF Poznań            | 1:3 | 3:2 | 0:3 | 1:3 | 0:3 | 1:3 | -   | 2:3 | 1:3 | 3:2 |
| Stal Mielec               | 0:3 | 3:2 | 1:3 | 3:1 | 0:3 | 3:1 | 1:3 | -   | 1:3 | 3:0 |
| AZS Białystok             | 0:3 | 1:3 | 1:3 | 0:3 | 3:1 | 1:3 | 3:1 | 1:3 | -   | 2:3 |
| Gwardia Wrocław           | 1:3 | 0:3 | 0:3 | 2:3 | 1:3 | 3:1 | 1:3 | 3:1 | 1:3 | -   |

Źródło: http://wyniki.siatka.org/ligi-polskie/2006-2007/liga-siatkowki-kobiet/runda-zasadnicza/all
1 Drużyna gospodarzy jest wymieniona po lewej stronie tabeli.
Kolory:
  zwycięstwo gospodarzy 3:0 lub 3:1
  zwycięstwo gospodarzy 3:2
  zwycięstwo gości 3:0 lub 3:1
  zwycięstwo gości 3:2

#### Terminarz i wyniki
| Data        | Gospodarz                              | Rezultat                                | Gość                                   |
| ----------- | -------------------------------------- | --------------------------------------- | -------------------------------------- |
| 1. KOLEJKA  |                                        |                                         |                                        |
| 2.12.2006   | IDM Swarzędz Meble S.A. AZS AWF Poznań | 3:2 (26:24, 25:22, 22:25, 24:26, 15:11) | Nafta Piła                             |
| 2.12.2006   | Winiary Kalisz                         | 3:1 (25:14, 15:25, 25:22, 25:18)        | Stal Mielec                            |
| 2.12.2006   | Pronar Zeto Astwa AZS Białystok        | 1:3 (25:21, 15:25, 18:25, 18:25)        | Centrostal Focus Park Bydgoszcz        |
| 2.12.2006   | Aluprof Bielsko-Biała                  | 3:1 (25:23, 25:19, 19:25, 25:20)        | Dialog Gwardia Wrocław                 |
| 3.12.2006   | Energa Gedania Gdańsk                  | 1:3 (25:23, 22:25, 18:25, 17:25)        | Muszynianka Fakro Muszyna              |
| 2. KOLEJKA  |                                        |                                         |                                        |
| 9.12.2006   | Aluprof Bielsko-Biała                  | 3:0 (25:23, 25:21, 25:23)               | Pronar Zeto Astwa AZS Białystok        |
| 9.12.2006   | Centrostal Focus Park Bydgoszcz        | 3:0 (25:18, 25:20, 25:20)               | Stal Mielec                            |
| 9.12.2006   | Winiary Kalisz                         | 3:1 (25:23, 21:25, 25:20, 25:18)        | IDM Swarzędz Meble S.A. AZS AWF Poznań |
| 9.12.2006   | Nafta Piła                             | 3:2 (25:16, 25:21, 21:25, 32:34, 15:10) | Muszynianka Fakro Muszyna              |
| 10.12.2006  | Dialog Gwardia Wrocław                 | 3:1 (25:22, 25:23, 25:27, 25:20)        | Energa Gedania Gdańsk                  |
| 3. KOLEJKA  |                                        |                                         |                                        |
| 16.12.2006  | Energa Gedania Gdańsk                  | 0:3 (20:25, 19:25, 23:25)               | Nafta Piła                             |
| 16.12.2006  | IDM Swarzędz Meble S.A. AZS AWF Poznań | 0:3 (16:25, 17:25, 16:25)               | Centrostal Focus Park Bydgoszcz        |
| 16.12.2006  | Pronar Zeto Astwa AZS Białystok        | 2:3 (28:30, 26:28, 25:21, 25:22, 13:15) | Dialog Gwardia Wrocław                 |
| 17.12.2006  | Muszynianka Fakro Muszyna              | 2:3 (25:18, 27:25, 22:25, 14:25, 11:15) | Winiary Kalisz                         |
| 19.12.2006  | Stal Mielec                            | 3:1 (25:23, 25:21, 23:25, 25:22)        | Aluprof Bielsko-Biała                  |
| 4. KOLEJKA  |                                        |                                         |                                        |
| 22.12.2006  | Pronar Zeto Astwa AZS Białystok        | 1:3 (13:25, 25:22, 21:25, 17:25)        | Energa Gedania Gdańsk                  |
| 22.12.2006  | Dialog Gwardia Wrocław                 | 3:1 (25:22, 22:25, 25:20, 25:19)        | Stal Mielec                            |
| 23.12.2006  | Aluprof Bielsko-Biała                  | 3:0 (25:18, 25:18, 27:25)               | IDM Swarzędz Meble S.A. AZS AWF Poznań |
| 23.12.2006  | Centrostal Focus Park Bydgoszcz        | 3:0 (25:14, 25:19, 25:20)               | Muszynianka Fakro Muszyna              |
| 23.12.2006  | Winiary Kalisz                         | 3:2 (25:23, 23:25, 17:25, 25:14, 15:13) | Nafta Piła                             |
| 5. KOLEJKA  |                                        |                                         |                                        |
| 30.12.2006  | Energa Gedania Gdańsk                  | 3:2 (26:24, 25:21, 23:25, 16:25, 19:17) | Winiary Kalisz                         |
| 30.12.2006  | Nafta Piła                             | 3:1 (13:25, 25:21, 26:24, 25:19)        | Centrostal Focus Park Bydgoszcz        |
| 30.12.2006  | Muszynianka Fakro Muszyna              | 3:2 (24:26, 25:17, 24:26, 25:21, 15:10) | Aluprof Bielsko-Biała                  |
| 30.12.2006  | IDM Swarzędz Meble S.A. AZS AWF Poznań | 3:2 (23:25, 25:21, 21:25, 25:18, 15:11) | Dialog Gwardia Wrocław                 |
| 30.12.2006  | Stal Mielec                            | 1:3 (19:25, 25:14, 12:25, 20:25)        | Pronar Zeto Astwa AZS Białystok        |
| 6. KOLEJKA  |                                        |                                         |                                        |
| 6.01.2007   | Stal Mielec                            | 3:1 (25:20, 25:22, 27:29, 25:18)        | Energa Gedania Gdańsk                  |
| 6.01.2007   | Pronar Zeto Astwa AZS Białystok        | 3:1 (20:25, 25:23, 25:21, 25:11)        | IDM Swarzędz Meble S.A. AZS AWF Poznań |
| 6.01.2007   | Dialog Gwardia Wrocław                 | 1:3 (14:25, 25:22, 20:25, 13:25)        | Muszynianka Fakro Muszyna              |
| 6.01.2007   | Aluprof Bielsko-Biała                  | 3:2 (23:25, 18:25, 27:25, 25:23, 15:13) | Nafta Piła                             |
| 6.01.2007   | Centrostal Focus Park Bydgoszcz        | 0:3 (23:25, 17:25, 13:25)               | Winiary Kalisz                         |
| 7. KOLEJKA  |                                        |                                         |                                        |
| 13.01.2007  | Energa Gedania Gdańsk                  | 0:3 (23:25, 21:25, 18:25)               | Centrostal Focus Park Bydgoszcz        |
| 13.01.2007  | Winiary Kalisz                         | 3:0 (25:23, 25:17, 25:11)               | Aluprof Bielsko-Biała                  |
| 13.01.2007  | Nafta Piła                             | 3:0 (25:20, 25:19, 25:20)               | Dialog Gwardia Wrocław                 |
| 13.01.2007  | Muszynianka Fakro Muszyna              | 3:1 (16:25, 25:15, 25:16, 25:21)        | Pronar Zeto Astwa AZS Białystok        |
| 13.01.2007  | IDM Swarzędz Meble S.A. AZS AWF Poznań | 2:3 (26:24, 19:25, 25:20, 25:27, 13:15) | Stal Mielec                            |
| 8. KOLEJKA  |                                        |                                         |                                        |
| 20.01.2007  | IDM Swarzędz Meble S.A. AZS AWF Poznań | 1:3 (22:25, 25:18, 23:25, 21:25)        | Energa Gedania Gdańsk                  |
| 20.01.2007  | Stal Mielec                            | 0:3 (22:25, 18:25, 23:25)               | Muszynianka Fakro Muszyna              |
| 20.01.2007  | Pronar Zeto Astwa AZS Białystok        | 1:3 (25:20, 22:25, 22:25, 18:25)        | Nafta Piła                             |
| 20.01.2007  | Dialog Gwardia Wrocław                 | 1:3 (14:25, 25:22, 19:25, 16:25)        | Winiary Kalisz                         |
| 20.01.2007  | Aluprof Bielsko-Biała                  | 3:1 (21:25, 25:19, 25:20, 25:18)        | Centrostal Focus Park Bydgoszcz        |
| 9. KOLEJKA  |                                        |                                         |                                        |
| 27.01.2007  | Energa Gedania Gdańsk                  | 0:3 (17:25, 21:25, 14:25)               | Aluprof Bielsko-Biała                  |
| 27.01.2007  | Centrostal Focus Park Bydgoszcz        | 3:0 (25:14, 25:13, 25:18)               | Dialog Gwardia Wrocław                 |
| 27.01.2007  | Winiary Kalisz                         | 3:0 (25:23, 25:18, 25:15)               | Pronar Zeto Astwa AZS Białystok        |
| 27.01.2007  | Nafta Piła                             | 3:0 (25:16, 25:14, 25:21)               | Stal Mielec                            |
| 27.01.2007  | Muszynianka Fakro Muszyna              | 2:3 (25:21, 23:25, 27:25, 23:25, 9:15)  | IDM Swarzędz Meble S.A. AZS AWF Poznań |
| 10. KOLEJKA |                                        |                                         |                                        |
| 3.02.2007   | Muszynianka Fakro Muszyna              | 3:0 (25:13, 25:17, 25:14)               | Energa Gedania Gdańsk                  |
| 3.02.2007   | Nafta Piła                             | 3:1 (21:25, 25:18, 25:16, 26:24)        | IDM Swarzędz Meble S.A. AZS AWF Poznań |
| 3.02.2007   | Stal Mielec                            | 0:3 (22:25, 13:25, 22:25)               | Winiary Kalisz                         |
| 3.02.2007   | Centrostal Focus Park Bydgoszcz        | 3:1 (25:23, 25:19, 23:25, 25:23)        | Pronar Zeto Astwa AZS Białystok        |
| 3.02.2007   | Dialog Gwardia Wrocław                 | 2:3 (18:25, 23:25, 28:26, 25:17, 14:16) | Aluprof Bielsko-Biała                  |
| 11. KOLEJKA |                                        |                                         |                                        |
| 10.02.2007  | Energa Gedania Gdańsk                  | 3:1 (25:23, 27:25, 19:25, 25:23)        | Dialog Gwardia Wrocław                 |
| 10.02.2007  | Pronar Zeto Astwa AZS Białystok        | 0:3 (24:26, 24:26, 22:25)               | Aluprof Bielsko-Biała                  |
| 10.02.2007  | Muszynianka Fakro Muszyna              | 1:3 (18:25, 23:25, 25:18, 23:25)        | Nafta Piła                             |
| 10.02.2007  | Stal Mielec                            | 1:3 (7:25, 25:19, 17:25, 14:25)         | Centrostal Focus Park Bydgoszcz        |
| 10.02.2007  | IDM Swarzędz Meble S.A. AZS AWF Poznań | 1:3 (17:25, 25:23, 17:25, 15:25)        | Winiary Kalisz                         |
| 12. KOLEJKA |                                        |                                         |                                        |
| 17.02.2007  | Nafta Piła                             | 3:1 (25:23, 27:25, 19:25, 25:23)        | Energa Gedania Gdańsk                  |
| 17.02.2007  | Winiary Kalisz                         | 3:1 (21:25, 26:24, 25:13, 25:17)        | Muszynianka Fakro Muszyna              |
| 17.02.2007  | Centrostal Focus Park Bydgoszcz        | 3:0 (25:19, 25:17, 25:23)               | IDM Swarzędz Meble S.A. AZS AWF Poznań |
| 17.02.2007  | Aluprof Bielsko-Biała                  | 3:0 (25:13, 25:15, 25:13)               | Stal Mielec                            |
| 17.02.2007  | Dialog Gwardia Wrocław                 | 1:3 (25:23, 22:25, 18:25, 22:25)        | Pronar Zeto Astwa AZS Białystok        |
| 13. KOLEJKA |                                        |                                         |                                        |
| 24.02.2007  | Energa Gedania Gdańsk                  | 3:0 (25:22, 25:18, 25:17)               | Pronar Zeto Astwa AZS Białystok        |
| 24.02.2007  | Nafta Piła                             | 0:3 (15:25, 21:25, 24:26)               | Winiary Kalisz                         |
| 24.02.2007  | Stal Mielec                            | 3:0 (25:19, 25:16, 25:21)               | Gwardia Wrocław                        |
| 24.02.2007  | IDM Swarzędz Meble S.A. AZS AWF Poznań | 1:3 (25:19, 19:25, 19:25, 15:25)        | Aluprof Bielsko-Biała                  |
| 24.02.2007  | Muszynianka Fakro Muszyna              | 1:3 (19:25, 25:27, 26:24, 22:25)        | Centrostal Focus Park Bydgoszcz        |
| 14. KOLEJKA |                                        |                                         |                                        |
| 3.03.2007   | Winiary Kalisz                         | 3:1 (25:15, 31:33, 25:14, 25:15)        | Energa Gedania Gdańsk                  |
| 3.03.2007   | Centrostal Focus Park Bydgoszcz        | 1:3 (23:25, 25:23, 22:25, 22:25)        | Nafta Piła                             |
| 3.03.2007   | Aluprof Bielsko-Biała                  | 2:3 (26:28, 25:17, 25:20, 16:25, 8:15)  | Muszynianka Fakro Muszyna              |
| 3.03.2007   | Dialog Gwardia Wrocław                 | 1:3 (26:24, 23:25, 23:25, 20:25)        | IDM Swarzędz Meble S.A. AZS AWF Poznań |
| 3.03.2007   | Pronar Zeto Astwa AZS Białystok        | 1:3 (20:25, 25:17, 23:25, 23:25)        | Stal Mielec                            |
| 15. KOLEJKA |                                        |                                         |                                        |
| 10.03.2007  | Energa Gedania Gdańsk                  | 3:0 (25:20, 25:13, 25:21)               | Stal Mielec                            |
| 10.03.2007  | IDM Swarzędz S.A. AZS AWF Poznań       | 1:3 (23:25, 25:20, 24:26, 20:25)        | Pronar Zeto Astwa AZS Białystok        |
| 10.03.2007  | Nafta Piła                             | 3:1 (25:18, 25:23, 23:25, 25:23)        | Aluprof Bielsko-Biała                  |
| 10.03.2007  | Muszynianka Fakro Muszyna              | 3:2 (20:25, 23:25, 25:23, 25:18, 15:11) | Dialog Gwardia Wrocław                 |
| 10.03.2007  | Winiary Kalisz                         | 3:1 (16:25, 25:21, 27:25, 25:17)        | Centrostal Focus Park Bydgoszcz        |
| 16. KOLEJKA |                                        |                                         |                                        |
| 17.03.2007  | Centrostal Focus Park Bydgoszcz        | 3:0 (25:16, 25:20, 25:21)               | Energa Gedania Gdańsk                  |
| 17.03.2007  | Aluprof Bielsko-Biała                  | 1:3 (23:25, 25:22, 23:25, 16:25)        | Winiary Kalisz                         |
| 17.03.2007  | Gwardia Wrocław                        | 0:3 (11:25, 24:26, 16:25)               | Nafta Piła                             |
| 17.03.2007  | Pronar Zeto Astwa AZS Białystok        | 3:1 (25:22, 25:23, 19:25, 25:23)        | Muszynianka Fakro Muszyna              |
| 17.03.2007  | Stal Mielec                            | 1:3 (22:25, 14:25, 25:22, 14:25)        | IDM Swarzędz Meble S.A. AZS AWF Poznań |
| 17. KOLEJKA |                                        |                                         |                                        |
| 24.03.2007  | Energa Gedania Gdańsk                  | 2:3 (21:25, 25:22, 24:26, 12:25)        | IDM Swarzędz Meble S.A. AZS AWF Poznań |
| 24.03.2007  | Muszynianka Fakro Muszyna              | 3:0 (25:17, 25:20, 25:16)               | KPSK Stal Mielec                       |
| 24.03.2007  | Farmutil Piła                          | 3:0 (25:18, 25:19, 25:19)               | Pronar Zeto Astwa AZS Białystok        |
| 24.03.2007  | Winiary Kalisz                         | 3:0 (25:19, 25:14, 25:22)               | Gwardia Wrocław                        |
| 24.03.2007  | Centrostal Bydgoszcz                   | 3:2 (22:25, 25:22, 21:25, 25:23, 15:10) | BKS Bielsko-Biała                      |
| 18. KOLEJKA |                                        |                                         |                                        |
| 31.03.2007  | BKS Bielsko-Biała                      | 3:0 (25:15, 25:16, 25:17)               | Energa Gedania Gdańsk                  |
| 31.03.2007  | Gwardia Wrocław                        | 0:3 (19:25, 19:25, 19:25)               | Centrostal Bydgoszcz                   |
| 31.03.2007  | KPSK Stal Mielec                       | 3:2 (13:25, 20:25, 25:21, 27:25, 15:13) | Farmutil Piła                          |
| 31.03.2007  | Pronar Zeto Astwa AZS Białystok        | 0:3 (21:25, 12:25, 23:25)               | Winiary Kalisz                         |
| 31.03.2007  | IDM Swarzędz Meble S.A. AZS AWF Poznań | 0:3 (18:25, 22:25, 18:25)               | Muszynianka Fakro Muszyna              |

#### Tabela
| Lp. | Drużyna                   | Pkt | Mecze | Mecze | Mecze | Rodzaj wyniku | Rodzaj wyniku | Rodzaj wyniku | Rodzaj wyniku | Rodzaj wyniku | Rodzaj wyniku | Sety | Sety | Sety  | Małe punkty | Małe punkty | Małe punkty |
| Lp. | Drużyna                   | Pkt | M     | W     | P     | 3:0           | 3:1           | 3:2           | 2:3           | 1:3           | 0:3           | wyg. | prz. | stos. | zdob.       | str.        | stos.       |
| --- | ------------------------- | --- | ----- | ----- | ----- | ------------- | ------------- | ------------- | ------------- | ------------- | ------------- | ---- | ---- | ----- | ----------- | ----------- | ----------- |
| 1   | Winiary Kalisz            | 50  | 18    | 17    | 1     | 7             | 8             | 2             | 1             | 0             | 0             | 53   | 15   | 3.53  | 1625        | 1340        | 1.21        |
| 2   | PTPS Farmutil Piła        | 42  | 18    | 13    | 5     | 6             | 6             | 1             | 4             | 0             | 1             | 47   | 23   | 2.04  | 1627        | 1458        | 1.12        |
| 3   | Centrostal Bydgoszcz      | 38  | 18    | 13    | 5     | 8             | 4             | 1             | 0             | 4             | 1             | 43   | 21   | 2.05  | 1501        | 1317        | 1.14        |
| 4   | BKS Aluprof Bielsko-Biała | 34  | 18    | 11    | 7     | 6             | 3             | 2             | 3             | 3             | 1             | 42   | 28   | 1.5   | 1578        | 1499        | 1.05        |
| 5   | Muszynianka Muszyna       | 30  | 18    | 10    | 8     | 4             | 3             | 3             | 3             | 4             | 1             | 40   | 33   | 1.21  | 1630        | 1548        | 1.05        |
| 6   | Energa Gedania Gdańsk     | 17  | 18    | 6     | 12    | 2             | 3             | 1             | 0             | 5             | 7             | 23   | 41   | 0.56  | 1335        | 1515        | 0.88        |
| 7   | AZS AWF Poznań            | 16  | 18    | 6     | 12    | 0             | 3             | 3             | 1             | 7             | 4             | 27   | 45   | 0.6   | 1545        | 1646        | 0.94        |
| 8   | Stal Mielec               | 16  | 18    | 6     | 12    | 1             | 3             | 2             | 0             | 5             | 7             | 23   | 43   | 0.53  | 1334        | 1536        | 0.87        |
| 9   | AZS Białystok             | 16  | 18    | 5     | 13    | 0             | 5             | 0             | 1             | 6             | 6             | 23   | 44   | 0.52  | 1448        | 1565        | 0.93        |
| 10  | Gwardia Wrocław           | 11  | 18    | 3     | 15    | 0             | 2             | 1             | 3             | 6             | 6             | 21   | 49   | 0.43  | 1454        | 1653        | 0.88        |

Źródło: http://wyniki.siatka.org/ligi-polskie/2006-2007/liga-siatkowki-kobiet/runda-zasadnicza/all
Punktacja: 3:0 i 3:1 – 3 pkt; 3:2 – 2 pkt; 2:3 – 1 pkt; 1:3 i 0:3 – 0 pkt
Zasady ustalania kolejności: 1. liczba punktów; 2. stosunek setów; 3. stosunek małych punktów; 4. bilans w bezpośrednich meczach
     play-off
     play-out

### Play-off

#### I runda
(do 3 zwycięstw)
| Data                  | Gospodarz             | Rezultat                                | Gość                  |
| --------------------- | --------------------- | --------------------------------------- | --------------------- |
| Winiary Kalisz        | Winiary Kalisz        | 3 – 0                                   | Stal Mielec           |
| 14.04.2007            | Winiary Kalisz        | 3:0 (25:17, 25:11, 25:21)               | Stal Mielec           |
| 15.04.2007            | Winiary Kalisz        | 3:0 (25:15, 25:15, 25:20)               | Stal Mielec           |
| 28.04.2007            | Stal Mielec           | 0:3 (19:25, 16:25, 23:25)               | Winiary Kalisz        |
| Farmutil Piła         | Farmutil Piła         | 3 – 0                                   | AZS AWF Poznań        |
| 14.04.2007            | Farmutil Piła         | 3:0 (25:21, 25:18, 25:22)               | AZS AWF Poznań        |
| 15.04.2007            | Farmutil Piła         | 3:1 (25:16, 25:18, 21:25, 25:23)        | AZS AWF Poznań        |
| 28.04.2007            | AZS AWF Poznań        | 0:3 (17:25, 14:25, 18:25)               | Farmutil Piła         |
| Centrostal Bydgoszcz  | Centrostal Bydgoszcz  | 3 – 0                                   | Energa Gedania Gdańsk |
| 13.04.2007            | Centrostal Bydgoszcz  | 3:0 (25:19, 25:15, 25:18)               | Energa Gedania Gdańsk |
| 14.04.2007            | Centrostal Bydgoszcz  | 3:2 (25:27, 22:25, 25:12, 25:15, 20:18) | Energa Gedania Gdańsk |
| 28.04.2007            | Energa Gedania Gdańsk | 0:3 (22:25, 14:25, 19:25)               | Centrostal Bydgoszcz  |
| Aluprof Bielsko-Biała | Aluprof Bielsko-Biała | 3 – 1                                   | Muszynianka Muszyna   |
| 14.04.2007            | Aluprof Bielsko-Biała | 2:3 (20:25, 25:22, 25:17, 26:28, 9:15)  | Muszynianka Muszyna   |
| 15.04.2007            | Aluprof Bielsko-Biała | 3:0 (25:18, 25:17, 25:21)               | Muszynianka Muszyna   |
| 28.04.2007            | Muszynianka Muszyna   | 2:3 (16:25, 18:25, 25:20, 25:21, 15:17) | Aluprof Bielsko-Biała |
| 29.04.2007            | Muszynianka Muszyna   | 0:3 (23:25, 14:25, 13:25)               | Aluprof Bielsko-Biała |

#### II runda
Mecze o miejsca 1-4
(do 3 zwycięstw)
| Data           | Gospodarz             | Rezultat                                | Gość                  |
| -------------- | --------------------- | --------------------------------------- | --------------------- |
| Winiary Kalisz | Winiary Kalisz        | 3 – 2                                   | Aluprof Bielsko-Biała |
| 05.05.2007     | Winiary Kalisz        | 3:1 (25:13, 25:22, 23:25, 25:19)        | Aluprof Bielsko-Biała |
| 06.05.2007     | Winiary Kalisz        | 1:3 (23:25, 19:25, 25:18, 22:25)        | Aluprof Bielsko-Biała |
| 12.05.2007     | Aluprof Bielsko-Biała | 3:2 (25:22, 26:24, 19:25, 27:29, 24:22) | Winiary Kalisz        |
| 13.05.2007     | Aluprof Bielsko-Biała | 0:3 (24:26, 23:25, 16:25)               | Winiary Kalisz        |
| 16.05.2007     | Winiary Kalisz        | 3:1 (24:26, 25:18, 25:14, 25:19)        | Aluprof Bielsko-Biała |
| Farmutil Piła  | Farmutil Piła         | 3 – 0                                   | Centrostal Bydgoszcz  |
| 04.05.2007     | Farmutil Piła         | 3:0 (25:23, 25:20, 25:15)               | Centrostal Bydgoszcz  |
| 05.05.2007     | Farmutil Piła         | 3:2 (20:25, 26:28, 25:18, 25:18, 15:8)  | Centrostal Bydgoszcz  |
| 12.05.2007     | Centrostal Bydgoszcz  | 0:3 (21:25, 21:25, 19:25)               | Farmutil Piła         |

Mecze o miejsca 5-8
(do 2 zwycięstw)
| Data                  | Gospodarz             | Rezultat                         | Gość                  |
| --------------------- | --------------------- | -------------------------------- | --------------------- |
| Energa Gedania Gdańsk | Energa Gedania Gdańsk | 0 – 2                            | AZS AWF Poznań        |
| 05.05.2007            | AZS AWF Poznań        | 3:1 (25:18, 22:25, 25:13, 25:13) | Energa Gedania Gdańsk |
| 12.05.2007            | Energa Gedania Gdańsk | 0:3 (18:25, 17:25, 23:25)        | AZS AWF Poznań        |
| Muszynianka Muszyna   | Muszynianka Muszyna   | 2 – 0                            | Stal Mielec           |
| 04.05.2007            | Stal Mielec           | 0:3 (19:25, 12:25, 11:25)        | Muszynianka Muszyna   |
| 11.05.2007            | Muszynianka Muszyna   | 3:0 (25:15, 25:17, 25:14)        | Stal Mielec           |

#### III runda
Mecze o 7. miejsce
(do 2 zwycięstw)
| Data                  | Gospodarz             | Rezultat                               | Gość                  |
| --------------------- | --------------------- | -------------------------------------- | --------------------- |
| Energa Gedania Gdańsk | Energa Gedania Gdańsk | 2 – 1                                  | Stal Mielec           |
| 19.05.2007            | Stal Mielec           | 3:2 (29:27, 19:25, 22:25, 25:21, 15:7) | Energa Gedania Gdańsk |
| 30.05.2007            | Energa Gedania Gdańsk | 3:0 (25:18, 25:18, 25:12)              | Stal Mielec           |
| 31.05.2007            | Energa Gedania Gdańsk | 3:0 (25:21, 25:13, 25:13)              | Stal Mielec           |

Mecze o 5. miejsce
(do 2 zwycięstw)
| Data                | Gospodarz           | Rezultat                         | Gość                |
| ------------------- | ------------------- | -------------------------------- | ------------------- |
| Muszynianka Muszyna | Muszynianka Muszyna | 2 – 1                            | AZS AWF Poznań      |
| 19.05.2007          | AZS AWF Poznań      | 3:1 (15:25, 25:23, 25:17, 25:14) | Muszynianka Muszyna |
| 26.05.2007          | Muszynianka Muszyna | 3:0 (25:17, 25:12, 25:19)        | AZS AWF Poznań      |
| 27.05.2007          | Muszynianka Muszyna | 3:0 (25:15, 25:22, 25:17)        | AZS AWF Poznań      |

##### Mecze o 3. miejsce
(do 3 zwycięstw)
| Data                 | Gospodarz             | Rezultat                                | Gość                  |
| -------------------- | --------------------- | --------------------------------------- | --------------------- |
| Centrostal Bydgoszcz | Centrostal Bydgoszcz  | 0 – 3                                   | Aluprof Bielsko-Biała |
| 19.05.2007           | Centrostal Bydgoszcz  | 2:3 (14:25, 19:25, 25:15, 25:16, 7:15)  | Aluprof Bielsko-Biała |
| 20.05.2007           | Centrostal Bydgoszcz  | 1:3 (25:15, 27:29, 21:25, 12:25)        | Aluprof Bielsko-Biała |
| 26.05.2007           | Aluprof Bielsko-Biała | 3:2 (25:21, 26:24, 16:25, 16:25, 15:10) | Centrostal Bydgoszcz  |

##### Finał
(do 3 zwycięstw)
| Data           | Gospodarz      | Rezultat                                | Gość           |
| -------------- | -------------- | --------------------------------------- | -------------- |
| Winiary Kalisz | Winiary Kalisz | 3 – 1                                   | Farmutil Piła  |
| 19.05.2007     | Winiary Kalisz | 1:3 (25:22, 17:25, 18:25, 21:25)        | Farmutil Piła  |
| 20.05.2007     | Winiary Kalisz | 3:1 (22:25, 25:18, 28:26, 25:19)        | Farmutil Piła  |
| 26.05.2007     | Farmutil Piła  | 2:3 (25:23, 22:25, 25:14, 18:25, 13:15) | Winiary Kalisz |
| 27.05.2007     | Farmutil Piła  | 1:3 (15:25, 25:23, 18:25, 26:28)        | Winiary Kalisz |

### Play-out
(do 4 zwycięstw)
| Data          | Gospodarz       | Rezultat                               | Gość            |
| ------------- | --------------- | -------------------------------------- | --------------- |
| AZS Białystok | AZS Białystok   | 4 – 2                                  | Gwardia Wrocław |
| 29.04.2007    | AZS Białystok   | 3:1 (25:20, 22:25, 27:25, 25:19)       | Gwardia Wrocław |
| 06.05.2007    | Gwardia Wrocław | 3:1 (24:26, 25:22, 25:21, 25:16)       | AZS Białystok   |
| 12.05.2007    | AZS Białystok   | 3:2 (25:20, 15:25, 22:25, 25:17, 15:6) | Gwardia Wrocław |
| 13.05.2007    | AZS Białystok   | 3:1 (25:22, 19:25, 25:12, 25:20)       | Gwardia Wrocław |
| 19.05.2007    | Gwardia Wrocław | 3:1 (25:18, 20:25, 25:17, 25:15)       | AZS Białystok   |
| 20.05.2007    | Gwardia Wrocław | 0:3 (18:25, 24:26, 20:25)              | AZS Białystok   |

### Baraż o LSK
(do 3 zwycięstw)
| Data                 | Gospodarz            | Rezultat                                | Gość                 |
| -------------------- | -------------------- | --------------------------------------- | -------------------- |
| AZS Pronar Białystok | AZS Pronar Białystok | 3 – 0                                   | TS Wisła Kraków      |
| 03.06.2007           | AZS Pronar Białystok | 3:1 (18:25, 25:20, 26:24, 25:18)        | TS Wisła Kraków      |
| 04.06.2007           | AZS Pronar Białystok | 3:2 (24:26, 22:25, 25:23, 30:28, 15:13) | TS Wisła Kraków      |
| 12.06.2007           | TS Wisła Kraków      | 2:3 (25:20, 17:25, 25:20, 21:25, 9:15)  | AZS Pronar Białystok |

## Klasyfikacja końcowa
| Lp. | Drużyna                       |
| --- | ----------------------------- |
| 1   | Winiary Kalisz                |
| 2   | PTPS Farmutil Piła            |
| 3   | BKS Aluprof Bielsko-Biała     |
| 4   | Centrostal Bydgoszcz          |
| 5   | Muszynianka Fakro Muszyna     |
| 6   | Swarzędz Meble AZS AWF Poznań |
| 7   | Energa Gedania Gdańsk         |
| 8   | Stal Mielec                   |
| 9   | Pronar AZS Białystok          |
| 10  | Gwardia Wrocław               |

     Liga Mistrzyń
     Puchar CEV
     Puchar Challenge
     baraż z 2. zespołem serii B
     spadek do serii B

## Składy
| Numer | Nazwisko           | Wzrost   | Pozycja      |
| ----- | ------------------ | -------- | ------------ |
| 1     | Izabela Bełcik     | 185      | rozgrywająca |
| 2     | Dorota Pykosz      | 180      | środkowa     |
| 3     | Marlena Mieszała   | 187      | środkowa     |
| 4     | Maja Soja          | 180      | przyjmująca  |
| 5     | Anna Szydełko      | 189      | środkowa     |
| 6     | Dominika Sieradzan | 180      | atakująca    |
| 7     | Ewa Cabajewska     | 176      | rozgrywająca |
| 8     | Magdalena Banecka  | 173      | libero       |
| 9     | Anna Rybaczewski   | 186      | przyjmująca  |
| 10    | Ingrid Siscovich   | 184      | przyjmująca  |
| 11    | Tina Lipicer       | 183      | przyjmująca  |
| 12    | Natalia Bamber     | 186      | przyjmująca  |
| 15    | Evelina Cvetanova  | –        | rozgrywająca |
|       | Bogdan Serwiński   | I trener | I trener     |

| Numer | Nazwisko                  | Wzrost   | Pozycja      |
| ----- | ------------------------- | -------- | ------------ |
| 1     | Anna Manikowska           | 176      | rozgrywająca |
| 2     | Karolina Michalkiewicz    | 175      | przyjmująca  |
| 3     | Marta Kuehn               | 167      | libero       |
| 4     | Anita Chojnacka           | 184      | atakująca    |
| 5     | Edyta Rzenno              | 188      | uniwersalna  |
| 6     | Agnieszka Bednarek        | 185      | środkowa     |
| 7     | Katarzyna Wysocka         | 184      | środkowa     |
| 8     | Katarzyna Skorupa         | 182      | rozgrywająca |
| 9     | / Irina Starzyńska        | 181      | środkowa     |
| 10    | Beata Strządała           | 190      | przyjmująca  |
| 11    | Michela De Casia Teixeira | 175      | atakująca    |
| 12    | Agnieszka Kosmatka        | 188      | atakująca    |
|       | Jerzy Matlak              | I trener | I trener     |

| Numer | Nazwisko             | Wzrost    | Pozycja      |
| ----- | -------------------- | --------- | ------------ |
| 1     | Anna Barańska        | 178       | przyjmująca  |
| 2     | Eleonora Dziękiewicz | 185       | uniwersalna  |
| 3     | Anna Woźniakowska    | 181       | przyjmująca  |
| 4     | Milada Spalová       | 189       | środkowa     |
| 5     | Ewelina Toborek      | 185       | środkowa     |
| 6     | / Olga Owczynnikowa  | 179       | rozgrywająca |
| 7     | Adriana Mitrović     | 184       | atakująca    |
| 8     | Tereza Matušková     | 191       | przyjmująca  |
| 9     | Agata Sawicka        | 181       | libero       |
| 10    | Magdalena Godos      | 181       | rozgrywająca |
| 12    | Izabela Żebrowska    | 189       | atakująca    |
|       | Igor Prielożny       | I trener  | I trener     |
|       | Mariusz Pieczonka    | II trener | II trener    |

| Numer | Nazwisko              | Wzrost    | Pozycja      |
| ----- | --------------------- | --------- | ------------ |
| 2     | Ewa Kowalkowska       | 182       | atakująca    |
| 3     | Aleksandra Liniarska  | 187       | środkowa     |
| 4     | Dorota Ściurka        | 180       | przyjmująca  |
| 5     | Karolina Ciaszkiewicz | 184       | przyjmująca  |
| 6     | Justyna Łunkiewicz    | 181       | rozgrywająca |
| 7     | Agnieszka Śrutowska   | 177       | rozgrywająca |
| 8     | Monika Weder          | 184       | przyjmująca  |
| 9     | Alicja Szajek         | 185       | atakująca    |
| 10    | Joanna Kuligowska     | 180       | przyjmująca  |
| 11    | Katarzyna Wysocka     | 182       | libero       |
| 12    | Monika Naczk          | 187       | środkowa     |
| 13    | Dominika Leśniewicz   | 174       | libero       |
| 14    | Iliana Goczewa        | 187       | środkowa     |
|       | Piotr Makowski        | I trener  | I trener     |
|       | Waldemar Sagan        | II trener | II trener    |

| Numer | Nazwisko                  | Wzrost    | Pozycja             |
| ----- | ------------------------- | --------- | ------------------- |
| 1     | Mariola Wojtowicz         | 164       | libero              |
| 2     | Joanna Staniucha-Szczurek | 184       | skrzydłowa          |
| 4     | Milena Sadurek            | 178       | rozgrywająca        |
| 6     | Iwona Niedźwiecka         | 185       | środkowa            |
| 7     | Anna Podolec              | 193       | skrzydłowa          |
| 9     | Katarzyna Jaszewska       | 181       | skrzydłowa          |
| 10    | Jolanta Studzienna        | 185       | środkowa            |
| 11    | Edyta Kucharska           | 181       | skrzydłowa/środkowa |
| 12    | Monika Smák               | 174       | rozgrywająca        |
| 13    | Paulina Maj               | 166       | libero              |
| 14    | Fatma Duygu Sipahioğlu    | 187       | środkowa            |
| 16    | Rositsa Yankova Yaneva    | 193       | skrzydłowa/środkowa |
|       | Jacek Skrok               | I trener  | I trener            |
|       | Mariusz Łobacz            | II trener | II trener           |

| Numer | Nazwisko              | Wzrost | Pozycja            |
| ----- | --------------------- | ------ | ------------------ |
| 1     | Daniela Rojkova       | 179    | przyjmująca        |
| 2     | Katarzyna Mroczkowska | 181    | środkowa           |
| 3     | Wioletta Szkudlarek   | 193    | środkowa           |
| 4     | Joanna Kowalska       | 184    | środkowa           |
| 5     | Joanna Koprowska      | 178    | przyjmująca        |
| 6     | Marta Haładyn         | 180    | rozgrywająca       |
| 7     | Małgorzata Lubera     | 183    | środkowa           |
| 8     | Aleksandra Krzos      | 180    | libero/przyjmująca |
| 9     | Anna Wiśniewska       | 175    | rozgrywającą       |
| 10    | Bogumiła Barańska     | 180    | przyjmująca        |
| 11    | Agnieszka Jagiełło    | 167    | libero             |
| 13    | Paulina Gomułka       | 184    | atakująca          |

| Numer | Nazwisko             | Wzrost   | Pozycja       |
| ----- | -------------------- | -------- | ------------- |
| 1     | Elena Hendzel        | 191      | atakująca     |
| 2     | Iwona Gosko          | 177      | przyjmująca   |
| 3     | Karolina Kosek       | 184      | przyjmująca   |
| 4     | Magdalena Saad       | 168      | libero        |
| 5     | Joanna Szeszko       | 182      | przyjmująca   |
| 6     | Katarzyna Kalinowska | 187      | środkowa      |
| 7     | Kinga Baran          | 179      | rozgr./przyjm |
| 8     | Marta Pluta          | 182      | rozgrywająca  |
| 9     | Elżbieta Skowrońska  | 183      | przyjmująca   |
| 10    | Dominika Koczorowska | 186      | środkowa      |
| 11    | Sylwia Pycia         | 190      | środkowa      |
| 12    | Olga Palczewska      | 183      | rozgrywająca  |
| 13    | Justyna Sachmacińska | 183      | przyjmująca   |
| 14    | Karolina Mróz        | 174      | libero        |
| 15    | Marta Kulik          | 179      | środkowa      |
|       | Marian Kardas        | I trener | I trener      |

| Numer | Nazwisko           | Wzrost    | Pozycja      |
| ----- | ------------------ | --------- | ------------ |
| 1     | Paulina Peret      | 167       | libero       |
| 2     | Iwona Waligóra     | 183       | atakująca    |
| 3     | / Zoriana Pilipiuk | 184       | przyjmująca  |
| 5     | Karolina Olczyk    | 173       | rozgrywająca |
| 6     | Marta Łukaszewska  | 184       | skrzydłowa   |
| 7     | Agata Turbak       | 182       | środkowa     |
| 8     | Dorota Wilk        | 177       | rozgrywająca |
| 9     | Ewelina Dązbłaż    | 183       | środkowa     |
| 10    | Magdalena Kobiela  | 182       | atakująca    |
| 11    | Agata Wilk         | 170       | atakująca    |
| 12    | Katarzyna Ząbek    | 174       | libero       |
| 13    | Małgorzata Skorupa | 183       | środkowa     |
| 16    | Marta Wrzesińska   | 180       | przyjmująca  |
|       | Jacek Wiśniewski   | I trener  | I trener     |
|       | Anna Skucińska     | II trener | II trener    |

| Numer | Nazwisko                 | Wzrost   | Pozycja      |
| ----- | ------------------------ | -------- | ------------ |
| –     | Małgorzata Cieśla        | 189      | skrzydłowa   |
| 1     | / Julija Szełuchina      | 191      | środkowa     |
| 2     | Karolina Wiśniewska      | 191      | środkowa     |
| 3     | Katarzyna Styskal        | 170      | libero       |
| 4     | Katarzyna Wellna         | 185      | atakująca    |
| 5     | Yana Hramyka             | 180      | przyjmująca  |
| 6     | Joanna Frąckowiak        | 185      | przyjmująca  |
| 8     | Anna Dybizbańska         | 186      | środkowa     |
| 9     | Magda Bydołek            | –        | środkowa     |
| 10    | Marta Natanek-Czerwińska | 179      | przyjmująca  |
| 11    | Justyna Ordak            | 176      | rozgrywająca |
| 12    | Katarzyna Żalińska       | 180      | atakująca    |
| 14    | / Irina Archangielska    | 174      | rozgrywająca |
|       | Wojciech Lalek           | I trener | I trener     |

| Numer | Nazwisko                   | Wzrost    | Pozycja      |
| ----- | -------------------------- | --------- | ------------ |
| –     | Marta Bednarska            | 170       | libero       |
| 1     | Dominika Kuczyńska         | 196       | środkowa     |
| 2     | Marta Szczygielska         | 184       | przyjmująca  |
| 5     | Monika Gorszyniecka        | –         | rozgrywająca |
| 7     | Anna Sołodkowicz           | 182       | przyjmująca  |
| 7     | Natalia Nuszel             | 180       | przyjmująca  |
| 9     | Emilia Reimus              | 181       | przyjmująca  |
| 10    | Ewa Ślusarz                | 188       | rozgrywająca |
| 11    | Berenika Tomsia            | 186       | uniwersalna  |
| 12    | Aleksandra Kruk            | 180       | przyjmująca  |
| 13    | Małgorzata Niemczyk-Wolska | 178       | przyjmująca  |
| 18    | Marta Siwka                | 167       | libero       |
|       | Leszek Milewski            | I trener  | I trener     |
|       | Paweł Kramek               | II trener | II trener    |

## Transfery
| MKS Muszynianka-Fakro Muszyna | MKS Muszynianka-Fakro Muszyna |
| Przychodzą | Odchodzą |
| --- | --- |
| Anna Rybaczewska (Melun La Rochette – FRA) Izabela Bełcik (Nafta Piła) Tina Lipicer (Nafta Piła) Ingrid Siscovich (Original Marines Arzano – ITA) Evelina Cvetanova (Universitat Valencia – ESP) | Monika Smak (BKS Stal Bielsko-Biała) Magdalena Klóska (AZS AWF Warszawa) Joanna Mirek (Tulica Tuła – RUS) Milena Rosner (Tenerife Marichal – ESP) |

| PTPS Nafta Piła | PTPS Nafta Piła |
| Przychodzą | Odchodzą |
| --- | --- |
| Katarzyna Skorupa (BKS Stal Bielsko-Biała) Marta Kuehn (Grześki Kalisz) Irina Starzyńska (Eburdon Tongeren – BEL) Edyta Rzenno (Legionovia) Michela Teixeira (VFM Volleyball Franches-Montagnes – SUI) | Eleonora Dziękiewicz (Grześki Kalisz) Izabela Bełcik (Muszynianka-Fakro) Mariola Zenik (Zarenczje Odińcowo – RUS) Tina Lipicer (Muszynianka-Fakro) |

| SSK Winiary Kalisz | SSK Winiary Kalisz |
| Przychodzą | Odchodzą |
| --- | --- |
| Milada Spalova - (Eczacibasi Stambuł – TUR) Agata Sawicka (AZS AWF Poznań) Magdalena Godos (Centrostal Bydgoszcz) Eleonora Dziękiewicz (Nafta Piła) Teresa Matuszkova – CZE (U.St.Francais St-Cloud Paris – FRA) Michalina Liss (Pałac II Bydgoszcz) Adriana Mitrović (Stiinta Bacau – ROM) | Julia Kuczko (szuka klubu) Marta Pluta (AZS Pronar Zeto Białystok) Katarzyna Styskal (AZS AWF Poznań) Edyta Kucharska (BKS Stal Bielsko-Biała) Maria Liktoras (AZS Bałakowskaja Bałakowo – RUS) Stashimira Filipowa (szuka klubu) Marta Kuehn (Nafta Piła) |

| Centrostal Focus Park Bydgoszcz | Centrostal Focus Park Bydgoszcz                                                                            |
| Przychodzą | Odchodzą                                                                                                   |
| --- | --- |
| Iljana Goczewa (Kazanoczka Kazań – RUS) Monika Naczk (Pałac II Bydgoszcz) Justyna Łunkiewicz (Pałac II Bydgoszcz) Katarzyna Wysocka (Pałac II Bydgoszcz) Monika Weder (Pałac II Bydgoszcz) Dorota Ściurka (Dalin-Equus Myślenice) | Magdalena Godos (Grześki Kalisz) Katarzyna Mróz (Wisła Kraków) Jolanta Studzienna (BKS Stal Bielsko-Biała) |

| BKS Aluprof Bielsko-Biała | BKS Aluprof Bielsko-Biała |
| Przychodzą | Odchodzą |
| --- | --- |
| Monika Smak - (Muszynianka-Fakro) Jolanta Studzienna (Centrostal Bydgoszcz) Edyta Kucharska (Grześki Kalisz) Rosica Jankowa Janewa (UCAM Murcia – ESP) Fatma Duygu Sipahioğlu (Besiktas Stambuł – TUR) | Agata Mróz (Grupo 2002 Murcia – ESP) Katarzyna Skorupa (Nafta Piła) Katarzyna Gajgał (urlop macierzyński) Małgorzata Cieśla (AZS AWF Poznań) |

| Gwardia Wrocław                                                                         | Gwardia Wrocław                                                         |
| Przychodzą                                                                              | Odchodzą                                                                |
| --------------------------------------------------------------------------------------- | ----------------------------------------------------------------------- |
| Marta Haładyn (wychowanka/SMS PZPS Sosnowiec) Daniela Rojkova (Slavia Bratysława – SVK) | Małgorzata Kupisz (Daniela Rojkova – SVK) Marzena Rybicka (szuka klubu) |

| KPSK Stal Mielec | KPSK Stal Mielec |
| Przychodzą | Odchodzą |
| --- | --- |
| Małgorzata Skorupa (Skra Bełchatów) Marta Łukaszewska (Skra Bełchatów) Karolina Olczyk (Dalin-Equus Myślenice) Ewelina Dązbłaż (Dalin-Equus Myślenice) Monika Śliwińska (zespół juniorek) | Małgorzata Plebanek (UMKS Łańcut) Gabriela Tomasekova (Slovan Bratysława – SVK) Lucia Torokova (Slovan Bratysława – SVK) Dominika Żółtańska (Legionovia) Anna Kicior (kończy karierę) |

| Swarzędzkie Meble AZS AWF Poznań | Swarzędzkie Meble AZS AWF Poznań |
| Przychodzą | Odchodzą |
| --- | --- |
| trener Wojciech Lalek (Pałac II Bydgoszcz) Katarzyna Styskal (Grześki Kalisz) Justyna Ordak (Gedania Gdańsk) Karolina Wiśniewska (Gedania Gdańsk) Irina Archangielska (Piast Szczecin) Joanna Frąckowiak (Pałac II Bydgoszcz) Julia Szeluchina (Start Łódź) Małgorzata Cieśla (BKS Aluprof Bielsko-Biała) | Sylwia Pycia (AZS Białystok) trener Roman Murdza (UMKS Łańcut) Ewa Ślusarz (Gedania Gdańsk) Elżbieta Nykiel (AZS Białystok) Dominka Koczorowska (AZS Białystok) Agata Sawicka (Grześki Kalisz) Judyta Szulc (Skra Bełchatów) |

| Energa Gedania Gdańsk | Energa Gedania Gdańsk |
| Przychodzą | Odchodzą |
| --- | --- |
| Ewa Ślusarz (AZS AWF Poznań) Marta Szczygielska (Legionovia) Joanna Wołosz (Truso Elbląg) Tamara Kaliszuk (Truso Elbląg) Joanna Kocemba (Truso Elbląg) | Yana Savochkina (powrót na Ukrainę) Justyna Ordak (AZS AWF Poznań) Karolina Wisniewska (AZS AWF Poznań) Marta Benderska (Piast Szczecin) Ewa Kamińska (AZS Politechnika Radomska) Mirosława Gryban () Agnieszka Drzewiczuk (wyjazd do Francji) Joanna Pomykacz (Start Łódź) |

| Pronar-Zeto Astwa AZS Białystok | Pronar-Zeto Astwa AZS Białystok |
| Przychodzą | Odchodzą                        |
| --- | ------------------------------- |
| Emilia Sekutowska (SMS PZPS Sosnowiec) Dominika Koczorowska (AZS AWF Poznań) Elżbieta Nykiel (AZS AWF Poznań) Magdalena Saad (Dalin-Equus Myślenice) Sylwia Pycia (AZS AWF Poznań) Karolina Kosek (BKS Stal Bielsko-Biała) Kinga Baran (Skra Bełchatów) Marta Pluta (Grześki Kalisz) |                                 |